# Bureau de météorologie (Australie)
Pour les articles homonymes, voir BOM.
Bureau of Meteorology
Le Bureau de météorologie,,, (anglais : Bureau of Meteorology), abrégé BOM, est le service météorologique d'Australie. C'est une agence gouvernementale fondée en 1906 par la loi dite Meteorology Act qui unit alors tous les services préexistants dans les différents États de la fédération australienne nouvellement formée. Son quartier général est à Melbourne mais il possède des bureaux de prévisions dans chacun des six États et deux Territoires du pays. De plus, il maintient un réseau de stations de surface et aérologiques, de radars météorologiques et de bouées sur son territoire, les eaux environnantes et même en Antarctique. En plus de son personnel régulier, le BOM compte quelque 500 observateurs coopératifs rémunérés et 6 000 volontaires qui prennent des mesures de précipitations quotidiennement.

## Histoire
Entre 1908 et 1935, le BOM n’avait qu’un seul centre de prévision à Melbourne alors que des bureaux dans chaque capitale étatique servaient de centres de dissémination et de recherche climatologique. Cependant en 1936, la création des prévisions à l’aviation fut le déclencheur d’une importante expansion du service et amena à la multiplication des centres de prévisions vers la fin des années 1940. Durant la Seconde Guerre mondiale, le BOM fut incorporé temporairement aux services de la RAAF (Royal Australian Air Force) mais retourna au secteur civil à la fin de celle-ci.
En 1955, le Meteorology Act est amendé. Ce changement, et l’introduction de nouvelles technologies, débutent une nouvelle ère de croissance pour le bureau. Ce dernier inaugure son service pour la télévision en 1956 et se réorganise en 1958 pour inclure une section de recherche et développement au quartier général ce qui suit de près la formation du service d’hydrométéorologie et de prévision des crues de 1957.
En 1966, Melbourne accueille l’un des trois centres mondiaux de l’OMM (Organisation météorologique mondiale) visant à la collecte centralisée et à la redistribution des données météorologiques à travers le monde. À partir de 1968, le développement de l’informatique et de la collecte de données par télédétection (satellites et radars météorologiques) mène à l’automatisation de ce processus.
En 1971, les centres régionaux de prévisions furent ouverts dans toutes les capitales d’États mais en 1974 une longue série de questionnements du gouvernement sur le rôle public ou privé des services de météorologie mena à une période de dix années de stagnation et même de recul pour le BOM. Son équipement, le moral des troupes et ses performances en souffrirent. Ce n’est qu’au milieu des années 1980 que le gouvernement décida finalement qu’il était d’intérêt public et recommença à lui fournir les sommes nécessaires à son travail.
Le BOM, comme beaucoup de services nationaux de météorologique, a créé sa propre section  de prévision numérique du temps et l’installation du premier superordinateur en 1988 a permis  de simuler des modèles de plus en plus performants pour les prévisions quotidiennes et climatologiques.

## Structure
Les différents bureaux sont situés dans les capitales soit Perth, Darwin, Brisbane, Melbourne, Sydney, Canberra, Adelaïde et Hobart. On y retrouve différentes sections de recherches et de maintien du matériel météorologique. Leur but principal est cependant le service au public et utilisateurs particuliers pour les :
- prévisions et avertissements météorologiques publiques ;
- prévisions et avertissements météorologiques maritimes ;
- prévisions et avertissements météorologiques à l'aviation ;
- prévisions hydrométéorologiques et avertissements de crues des cours d'eau ;
- prévisions météorologiques à la foresterie et à l'agriculture.

Certains bureaux ont de plus des missions particulières dont certains dans le cadre des centres météorologiques régionaux spécialisés de l'OMM :
- Prévisions et avertissements pour les cyclones tropicaux dans les bureaux de Perth, Darwin et Brisbane ;
- Prévisions des marées et des ondes de marée à Adélaïde ;
- Prévision de la trajectoire des cendres volcanique en cas d'éruption à  Darwin.

En plus des services ci-dessus, on retrouve au quartier général de Melbourne : 
- La section de recherche et développement (Research Centre) ;
- Le centre national en météorologie et océanographie (National Meteorological and Oceanographic Centre) ;
- Le centre de climatologie national (National Climate Centre) ;
- Des sections d'hydrologie et d'interprétation satellitaire.